# Мюрен, Герри
Герардюс Доминикюс Хиасинтюс Мария (Герри) Мюрен (нидерл. Gerardus Dominicus Hyacinthus Maria (Gerrie) Mühren; 2 февраля 1946, Волендам, Северная Голландия — 19 сентября 2013, Волендам, Северная Голландия) — нидерландский футболист, играл на позиции полузащитника.
Выступал, в частности, за клуб «Аякс», в составе которого выиграл ряд национальных и континентальных трофеев; а также национальную сборную Нидерландов.
Старший брат другого игрока нидерландской сборной, Арнольда Мюрена.

## Карьера

### Клуб
В профессиональном футболе дебютировал в 1963 году, выступая за команду «Волендам», в которой провёл пять сезонов, приняв участие в 52 матчах чемпионата.
Своей игрой за эту команду он привлёк внимание представителей тренерского штаба клуба «Аякс», в состав которого присоединился в 1969 году. Сыграл за команду из Амстердама следующие семь сезонов своей игровой карьеры. Большую часть времени, проведённого в составе «Аякса», был основным игроком команды. За это время трижды выигрывал Кубок европейских чемпионов УЕФА, дважды — Суперкубок УЕФА, трижды становился чемпионом Нидерландов. Он также забил 1000-й гол «Аякса» в чемпионате в ворота «Телстара».
В 1976 году перебрался в Испанию, где провёл два сезона в составе «Реал Бетис». В 1977 году команда выиграла Кубок Испании по футболу, но Мюрен не получил медаль, так как легионеров не допускали к участию в турнире. Впоследствии он провёл по одному сезону в нидерландских «Волендаме» и «МВВ Мастрихт». В течение 1981—1983 годов защищал цвета гонконгского гранда «Сейко».
Завершил профессиональную игровую карьеру на родине, куда вернулся в 1983 году. Сначала поиграл за «Дордрехт», с которым выиграл Первый дивизион (однако команда вылетела из Эредивизи), а последний в карьере сезон 1984/85 провёл в своём родном «Волендаме».
После окончания карьеры он работал скаутом «Аякса».

### Выступления за сборную
В 1969 году Мюрен дебютировал в официальных матчах в составе национальной сборной Нидерландов. На протяжении карьеры в национальной команде, которая длилась 5 лет, провёл в форме главной команды страны лишь 10 матчей.

## Смерть
Герри Мюрен умер 19 сентября 2013 года на 68-м году жизни в городе Волендам от миелодиспластического синдрома.

## Статистика

### Матчи Мюрена за сборную Нидерландов
| Матчи Мюрена за сборную Нидерландов | Матчи Мюрена за сборную Нидерландов | Матчи Мюрена за сборную Нидерландов | Матчи Мюрена за сборную Нидерландов | Матчи Мюрена за сборную Нидерландов | Матчи Мюрена за сборную Нидерландов |
| ----------------------------------- | ----------------------------------- | ----------------------------------- | ----------------------------------- | ----------------------------------- | ----------------------------------- |
| №                                   | Дата                                | Соперник                            | Счёт                                | Голы Мюрена                         | Соревнование                        |
| 1                                   | 5 ноября 1969                       | Англия                              | 0:1                                 | —                                   | Товарищеский матч                   |
| 2                                   | 14 января 1970                      | Англия                              | 0:0                                 | —                                   | Товарищеский матч                   |
| 3                                   | 28 января 1970                      | Израиль                             | 1:0                                 | —                                   | Товарищеский матч                   |
| 4                                   | 4 апреля 1971                       | Югославия                           | 0:2                                 | —                                   | Чемпионат Европы 1972 (отбор)       |
| 5                                   | 17 ноября 1971                      | Люксембург                          | 8:0                                 | —                                   | Чемпионат Европы 1972 (отбор)       |
| 6                                   | 1 декабря 1971                      | Шотландия                           | 2:1                                 | —                                   | Товарищеский матч                   |
| 7                                   | 3 мая 1972                          | Перу                                | 3:0                                 | —                                   | Товарищеский матч                   |
| 8                                   | 22 августа 1973                     | Исландия                            | 5:0                                 | —                                   | Чемпионат мира 1974 (отбор)         |
| 9                                   | 12 сентября 1973                    | Норвегия                            | 2:1                                 | —                                   | Чемпионат мира 1974 (отбор)         |
| 10                                  | 18 ноября 1973                      | Бельгия                             | 0:0                                 | —                                   | Чемпионат мира 1974 (отбор)         |

Итого: 10 матчей / 0 голов; 6 побед, 2 ничьи, 2 поражения.